# 2017 en Saskatchewan
Chronologie de la Saskatchewan
- 2013
- 2014
- 2015
- 2016
- 2017
- 2018
- 2019
- 2020
- 2021

Cette page concerne des événements d'actualité qui se sont produits durant l'année 2017 dans la province canadienne de la Saskatchewan.

## Politique
- Premier ministre : Brad Wall (Parti saskatchewanais)
- Chef de l'Opposition : Trent Wotherspoon (NPD)
- Lieutenant-gouverneur : Vaughn Solomon Schofield
- Législature : 27e

## Décès
- 1er janvier : Stuart Hamilton (en), musicien et radiodiffuseur.